# لويس ألونسو ميخيا غارسيا
لويس ألونسو ميخيا غارسيا (بالإسبانية: Luis Alonso Mejía García)‏ هو سياسي مكسيكي، ولد في 27 أبريل 1946 في ولاية تاماوليباس في المكسيك. حزبياً، نشط في حزب العمل الوطني. وقد انتخب عضو مجلس النواب المكسيك.